# رادمیلو میهایلوویچ
رادمیلو میهایلوویچ (سیریلیک صربی: Радмило Михајловић؛ زادهٔ ۱۹ نوامبر ۱۹۶۴) بازیکن فوتبال اهل بوسنی و هرزگوین بود.
از باشگاه‌هایی که در آن بازی کرده‌است می‌توان به باشگاه فوتبال دینامو زاگرب، باشگاه فوتبال شالکه ۰۴، باشگاه فوتبال پوهانگ استیلرز، باشگاه فوتبال ژلیزنیچار سارایوو، باشگاه فوتبال آینتراخت فرانکفورت، و باشگاه فوتبال بایرن مونیخ اشاره کرد.
وی همچنین در تیم ملی فوتبال یوگسلاوی بازی کرده‌است.